# Roberta Felotti
Roberta Felotti (* 22. Oktober 1964 in Mailand) ist eine ehemalige italienische Schwimmerin. Sie gewann insgesamt sechs Goldmedaillen bei Mittelmeerspielen.

## Karriere
Roberta Felotti trat erstmals bei den Schwimmweltmeisterschaften 1978 in West-Berlin in Erscheinung, als sie den achten Platz über 800 Meter Freistil erreichte. Im Jahr darauf fanden die Mittelmeerspiele 1979 in Split statt. Felotti gewann über 200 Meter Freistil die Silbermedaille hinter der Spanierin Natalia Mas und siegte über 400 Meter Freistil, über 800 Meter Freistil sowie mit der 4-mal-100-Meter-Freistilstaffel. Die drei Goldmedaillen für die zu diesem Zeitpunkt 14-jährige Schwimmerin bewogen die Zeitung La Gazzetta dello Sport, Felotti im Referendum Gazzetta zur italienischen Sportlerin des Jahres zu küren. Bei den Olympischen Spielen 1980 belegte Felotti den 14. Platz über 400 Meter Freistil und den 12. Platz über 800 Meter Freistil. 1982 bei den Weltmeisterschaften in Guayaquil wurde sie 13. über 400 Meter Lagen. Bei den Mittelmeerspielen 1983 in Casablanca siegte Felotti über 400 Meter Lagen.
Auch bei den Olympischen Spielen 1984 trat Felotti nur über 400 Meter Lagen an und belegte den 12. Rang. 1985 wurde sie in dieser Disziplin Sechste bei den Europameisterschaften in Sofia. Es folgten ein siebter Platz bei den Schwimmweltmeisterschaften 1986 und ein fünfter Platz bei den Schwimmeuropameisterschaften 1987. Bei den Mittelmeerspielen 1987 in Latakia gewann Felotti über 200 Meter und über 400 Meter Lagen. Zum Abschluss ihrer Karriere wurde Felotti bei den Olympischen Spielen 1988 Neunte über 400 Meter Lagen und 13. über 200 Meter Lagen.
Roberta Felotti nahm von 1976 bis 1993 an italienischen Meisterschaften teil und gewann über 40 Meistertitel.